# Pink Flag
《Pink Flag》는 1977년 12월에 발매된 영국의 록 밴드 와이어의 데뷔 스튜디오 음반이다. 이 음반은 발매 당시 비평가들의 호평을 받았고, 그 이후로 큰 영향력을 행사해 왔다. 오늘날 이 음반은 포스트펑크 음악 발전의 랜드마크로 여겨진다.

## 평가
| 평가 점수                     | 평가 점수 |
| 출처                          | 점수      |
| ----------------------------- | --------- |
| AllMusic                      | [ 7 ]     |
| Christgau's Record Guide      | A         |
| Encyclopedia of Popular Music | [ 9 ]     |
| The Great Rock Discography    | 8/10      |
| MusicHound Rock               | [ 11 ]    |
| Pitchfork                     | 10/10     |
| Q                             | [ 13 ]    |
| The Rolling Stone Album Guide | [ 14 ]    |
| Sounds                        | [ 15 ]    |
| Spin Alternative Record Guide | 10/10     |
| Uncut                         | [ 17 ]    |

1978년 《빌리지 보이스》에 대한 리뷰에서 로버트 크리스트가우는 《Pink Flag》를 "펑크 스위트(punk suite)"라고 불렀고, "날것과 분리가 동시에 이루어진다"고 칭찬했으며, 라몬즈와 비슷하지만 "훨씬 더 암울하고 무서운" 로큰롤의 아이러니를 감지했다. 1978년 《트라우저 프레스》 리뷰에서 아이라 로빈스는 "와이어는 미니멀리즘을 새로운 차원으로 끌어올린다"고 말했고, 밴드는 "음악에 맞춰진 짧은 인상 조각들의 비트 시 이미지를 늘린다"고 말했다. 그는 또한 21개의 트랙이 "노래가 아니다... 쉬운 구조나 미터가 없다. 각각 탐구하거나 전기를 다루거나 도전 과제를 설명한다. 쉬운 듣기는 없다."라고 말했다. 로빈스는 "이것이 즐거운 음반이라고 말할 수 없습니다. 아마도 그것은 약간의 바보 같은 것일 것입니다. 하지만 당신이 알아내지 못한다면 알 수 없을 것입니다."라고 결론을 내렸다.
회고적 리뷰에서 올뮤직의 스티브 휴이는 《Pink Flag》가 "아마도 영국 펑크의 첫 번째 물결에서 나온 가장 독창적인 데뷔 음반일 것"이며 또한 "인식할 수 있지만 동시에 그 이전의 어떤 것과도 완전히 다르다"고 의견을 제시했다. 《Pink Flag》의 지속적인 영향력은 하드코어 펑크, 포스트펑크, 얼터너티브 록, 심지어 브릿팝에서도 나타나며, 펑크 록과 자신만의 규칙을 만들 수 있는 자유에 대한 매혹적이고 매우 창의적인 재고로 오늘날에도 여전히 신선하고 활기를 불어넣는 청취로 남아 있다. 회고적으로 《트라우저 프레스》는 이 음반을 "훌륭한 21곡 세트"라고 불렀는데, 이 음반에서 밴드는 "잊지 못할 곡들의 모음을 생각해 내며 클래식 록 노래 구조를 짧고 강렬한 태도와 에너지의 폭발로 조작했다"고 말했다. 피치포크의 작가 조 탕가리는 이 음반을 "펑크가 번갈아 그 자체로 무너지고 노래 조각 파편으로 폭발하는 골절된 스냅샷"이라고 요약했다.

## 곡 목록
모든 곡들은 특별한 언급이 없는 한 콜린 뉴먼과 그레이엄 루이스에 의해 작사/작곡하였다.
| #   | 제목                          | 작사·작곡 | 재생 시간 |
| --- | ----------------------------- | --------- | --------- |
| 1.  | 〈Reuters〉                   |           | 3:03      |
| 2.  | 〈Field Day for the Sundays〉 |           | 0:28      |
| 3.  | 〈Three Girl Rhumba〉         | 뉴먼      | 1:23      |
| 4.  | 〈Ex Lion Tamer〉             |           | 2:19      |
| 5.  | 〈Lowdown〉                   |           | 2:26      |
| 6.  | 〈Start to Move〉             |           | 1:13      |
| 7.  | 〈Brazil〉                    |           | 0:41      |
| 8.  | 〈It's So Obvious〉           |           | 0:53      |
| 9.  | 〈Surgeon's Girl〉            | 뉴먼      | 1:17      |
| 10. | 〈Pink Flag〉                 |           | 3:47      |

| #   | 제목                      | 작사·작곡            | 재생 시간 |
| --- | ------------------------- | -------------------- | --------- |
| 11. | 〈The Commercial〉 (기악) | 루이스               | 0:49      |
| 12. | 〈Straight Line〉         | 브루스 길버트, 뉴먼  | 0:44      |
| 13. | 〈106 Beats That〉        |                      | 1:12      |
| 14. | 〈Mr. Suit〉              |                      | 1:25      |
| 15. | 〈Strange〉               | 길버트, 뉴먼         | 3:58      |
| 16. | 〈Fragile〉               |                      | 1:18      |
| 17. | 〈Mannequin〉             |                      | 2:37      |
| 18. | 〈Different to Me〉       | 아네트 그린, 뉴먼    | 0:43      |
| 19. | 〈Champs〉                |                      | 1:46      |
| 20. | 〈Feeling Called Love〉   | 뉴먼                 | 1:22      |
| 21. | 〈12 X U〉                | 길버트, 루이스, 뉴먼 | 1:55      |